# Сан Ардо (Калифорнија)
Сан Ардо (енгл. San Ardo) насељено је место без административног статуса у америчкој савезној држави Калифорнија.

## Демографија
По попису из 2010. године број становника је 517, што је 16 (3,2%) становника више него 2000. године.
| Група             | 2000.       | 2010.       |
| Белци             | 157 (31,3%) | 139 (26,9%) |
| Афроамериканци    | 2 (0,4%)    | 1 (0,2%)    |
| Азијати           | 2 (0,4%)    | 5 (1,0%)    |
| Хиспаноамериканци | 329 (65,7%) | 363 (70,2%) |
| Укупно            | 501         | 517         |